# Putumayo (rijeka)
Putumayo (špa. Río Putumayo, por. Río Içá) je velika lijeva pritoka rijeke Amazone duga 1.609 km.

## Zemljopisne karakteristike
Putumayo izvire kao Guamués iz kolumbijskog jezera La Cocha visoko u Andama pored grada San Juan de Pasto. Od izvora teče u smjeru jugozapada preko visoravni gustih šuma te tek kad prođe grad Puerto Asis mijenja ime u Putumayo.
Rijeka nastavlja svoj tok u smjeru jugoistoka kroz tropske prašume, u tom dijelu svog toka stvara granicu između Kolumbije i Ekvadora i Kolumbije i Perua. Nakon što prođe kolumbijski gradić Santa Clara, ulazi u Brazil, gdje je zovu Río Içá. Kod grada Santo Antônio do Içá, rijeka se izlijeva u Amazonu.
Slijev Putumayoa je površine oko 148 000 km², a prosječna istjek na ušću u Amazonu je 8 760 m3/s.
Putumayo je glavna prometnica tog dijela svijeta, jer je plovan gotovo cijelom svojom dužinom. Duž njenovih obala poredane su brojne male riječne luke, iz kojih se prevozi kaučuk sakupljen iz šuma duž njegova toka.

## Vanjske poveznice
|  | Zajednički poslužitelj ima još gradiva o temi Putumayo (rijeka) |

- Putumayo River na portalu Encyclopædia Britannica (engl.)